# Mistrzostwa Świata w Podnoszeniu Ciężarów 2013 (48 kg kobiet)
48 kg kobiet – jedna z konkurencji rozgrywanych podczas Mistrzostw Świata w Podnoszeniu Ciężarów 2013. Rywalizacja w tej konkurencji odbywa się 20 października.

## Rekordy świata
| Konkurencja | Wynik  | Zawodnik      | Data                      | Miejsce       |
| ----------- | ------ | ------------- | ------------------------- | ------------- |
| Rwanie      | 98 kg  | Yang Lian     | 16 października 2006(dts) | Santo Domingo |
| Podrzut     | 121 kg | Nurcan Taylan | 17 września 2010(dts)     | Antalya       |
| Dwubój      | 217 kg | Yang Lian     | 16 października 2006(dts) | Santo Domingo |

## Program
| Data                 | Godzina | Grupa   |
| -------------------- | ------- | ------- |
| 20 października 2013 | 11:00   | Grupa B |
| 20 października 2013 | 13:25   | Grupa A |

## Medaliści
| Konkurencja | Złoto     | Wynik | Srebro         | Wynik | Brąz              | Wynik |
| Rwanie      | Tan Yayun | 84    | Ryang Chun-Hwa | 81    | Carolina Valencia | 78    |
| Podrzut     | Tan Yayun | 115   | Ryang Chun-Hwa | 105   | Carolina Valencia | 103   |
| Dwubój      | Tan Yayun | 199   | Ryang Chun-Hwa | 186   | Carolina Valencia | 181   |

## Wyniki
| Poz. | Zawodniczka       | Reprezentacja     | Grupa | Waga  | Rwanie | Rwanie | Rwanie | Rwanie | Podrzut | Podrzut | Podrzut | Podrzut | Razem |
| Poz. | Zawodniczka       | Reprezentacja     | Grupa | Waga  | 1      | 2      | 3      | Poz.   | 1       | 2       | 3       | Poz.    | Razem |
| ---- | ----------------- | ----------------- | ----- | ----- | ------ | ------ | ------ | ------ | ------- | ------- | ------- | ------- | ----- |
| 1.   | Tan Yayun         | Chiny             | A     | 47,67 | 84     | 84     | 84     | 1.     | 106     | 110     | 115     | 1.      | 199   |
| 2.   | Ryang Chun-Hwa    | Korea Północna    | A     | 47,34 | 78     | 81     | 83     | 2.     | 105     | 105     | 105     | 2.      | 186   |
| 3.   | Carolina Valencia | Meksyk            | A     | 47,63 | 75     | 78     | 78     | 3.     | 98      | 103     | 106     | 3.      | 181   |
| 4.   | Đỗ Thị Thu Hoài   | Wietnam           | A     | 47,89 | 78     | 80     | 80     | 5.     | 98      | 98      | 100     | 4.      | 176   |
| 5.   | Marzena Karpińska | Polska            | A     | 47,71 | 78     | 81     | 81     | 4.     | 97      | 103     | 104     | 5.      | 175   |
| 6.   | Iana Diaczenko    | Ukraina           | A     | 47,55 | 77     | 77     | 81     | 6.     | 89      | 92      | 92      | 7.      | 169   |
| 7.   | Honami Mizuochi   | Japonia           | B     | 47,83 | 75     | 77     | 79     | 7.     | 90      | 92      | 93      | 8.      | 169   |
| 8.   | Katerin Mercado   | Kolumbia          | A     | 47,62 | 73     | 76     | 78     | 8.     | 90      | 90      | 90      | 13.     | 166   |
| 9.   | Anaïs Michel      | Francja           | A     | 47,74 | 70     | 73     | 73     | 9.     | 89      | 89      | 89      | 14.     | 162   |
| 10.  | Mahliyo Togoeva   | Uzbekistan        | B     | 47,54 | 65     | 68     | 70     | 12.    | 87      | 89      | 91      | 10      | 161   |
| 11.  | Lely Burgos       | Portoryko         | B     | 47,61 | 70     | 70     | 72     | 13.    | 88      | 91      | 91      | 11      | 161   |
| 12.  | Morghan King      | Stany Zjednoczone | B     | 47,48 | 68     | 70     | 72     | 11.    | 88      | 90      | 90      | 12      | 160   |
| 13.  | Galina Momotowa   | Kazachstan        | A     | 47,46 | 70     | 70     | 70     | 10.    | 88      | 88      | 91      | 15.     | 158   |
| 14.  | Jessica Ruel      | Kanada            | B     | 47,94 | 70     | 73     | 73     | 14.    | 83      | 85      | 87      | 17.     | 155   |
| 15.  | Estefanía Juan    | Hiszpania         | B     | 47,56 | 68     | 71     | 71     | 15.    | 85      | 88      | 88      | 16.     | 153   |
| —    | Misaki Oshiro     | Japonia           | B     | 47,42 | 77     | 77     | 77     | —      | 88      | 91      | 93      | 9.      | —     |
| —    | Ana Segura        | Kolumbia          | A     | 47,52 | 72     | 72     | 72     | —      | 90      | 93      | 97      | 6.      | —     |